# 阿米娜塔·特勞雷 (跆拳道運動員)
阿米娜塔·夏琳·特勞雷（法語：Aminata Charlène Traoré，1999年2月25日—）是一名象牙海岸女子跆拳道運動員。她曾經獲得2018年非洲跆拳道錦標賽女子73公斤以上級銅牌以及2019年非洲運動會跆拳道比賽女子73公斤以上級銅牌。

## 外部連結
- TaekwondoData.com （页面存档备份，存于）
- 阿米娜塔·特勞雷的Facebook專頁